# Arvid Palmgren
Nils Arvid Palmgren (Falun, 30 de abril de 1890 – Lerum, 14 de novembro de 1971) foi um engenheiro mecânico sueco, inventor do rolamento de rolo esférico.
Palmgren estudou em Estocolmo em 1909, obtendo o grau de oficial da reserva em fortificações em 1911, mestrado em engenharia civil em 1916 e doutorado no Instituto Real de Tecnologia (KTH) em 1930. Juntou-se à Diretoria de Engenharia Civil em 1916, e começou a trabalhar como engenheiro de pesquisa da SKF em 1917. De 1937 a 1955 foi chefe do departamento técnico da SKF.
Desenvolveu teorias para o cálculo da vida útil de rolamentos esféricos ainda aplicadas na atualidade. Publicou em 1924 uma hipótese de danos cumulativos de cargas de fadiga de estruturas. Seu artigo atraiu inicialmente atenção limitada, tendo impacto apenas quando M.A. Miner publicou em 1945 um trabalho com a mesma hipótese. É atualmente denominada hipótese de Palmgren-Miner de danos cumulativos.